# Castello Maniace

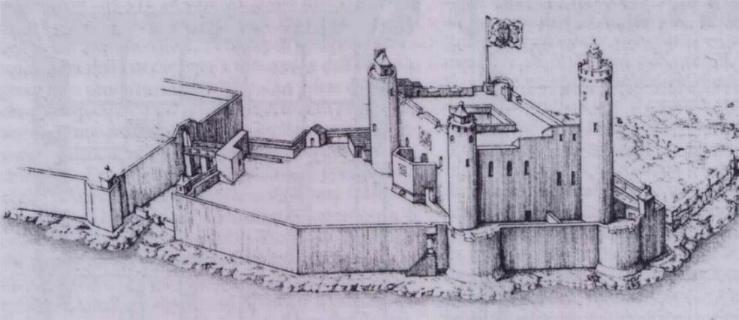
Tekening van het kasteel, rond 1630

Het Castello Maniace is een citadel en kasteel in de Siciliaanse stad Syracuse. Het staat op de zuidelijkste punt van het eiland Ortygia, waarop het middeleeuwse centrum van de stad is gebouwd, en beheerst zodoende de ingang van de haven van Syracuse. Het kasteel werd gebouwd tussen 1232 en 1240 in opdracht van keizer Frederik II en dankt zijn naam aan Georgios Maniakes, een Byzantijnse generaal die in 1038 Syracuse belegerde en innam.
Het kasteel kan alleen bereikt worden via een brug die de inmiddels gedempte slotgracht overspant.

## Geschiedenis
Het oudste fort op deze plaats werd in 1038 gebouwd, na de verovering van Syracuse door Georgios Maniakes, die later katapanos van Italië zou worden, op het Emiraat Sicilië. Frederik II, koning van Sicilië en keizer van het Heilige Roomse Rijk, gaf zijn architect Riccardo da Lentini opdracht om het fort te herbouwen in de jaren 1231-1240. In 1288 bewoonden koning Peter III van Aragón en zijn familie het kasteel. Van 1305 tot 1536 werd het meermalen gebruikt als residentie van verscheidene koninginnen van Sicilië.
Links en rechts van de ingangspoort stond op een sokkel een Bronzen Ram. Koning Alfons V van Aragon schonk de twee beelden weg aan markies Giovanni Ventimiglia omdat deze koningin Maria van Castilië gered had van opstandelingen (1443).
In de vijftiende eeuw werd het Castello Maniace gebruikt als een gevangenis. In de daaropvolgende eeuw werd het kasteel opgenomen in de verdedigingswerken die de haven van Syracuse beschermden. Een gigantische explosie in het buskruitmagazijn in 1704 richtte grote beschadigingen aan in het interieur. Het exterieur bleef vanaf de zeventiende eeuw nagenoeg ongewijzigd.
Later werd het kasteel in gebruik genomen als barak van het Italiaanse leger. Nadat de militaire status van sperrgebiet van de haven van Syracuse werd opgeheven en na de renovatie in 2004 is het kasteel opengesteld voor het publiek. Het kasteel bevat een kopie van de Bronzen Ram; het origineel staat in Palermo.

## Afbeeldingen

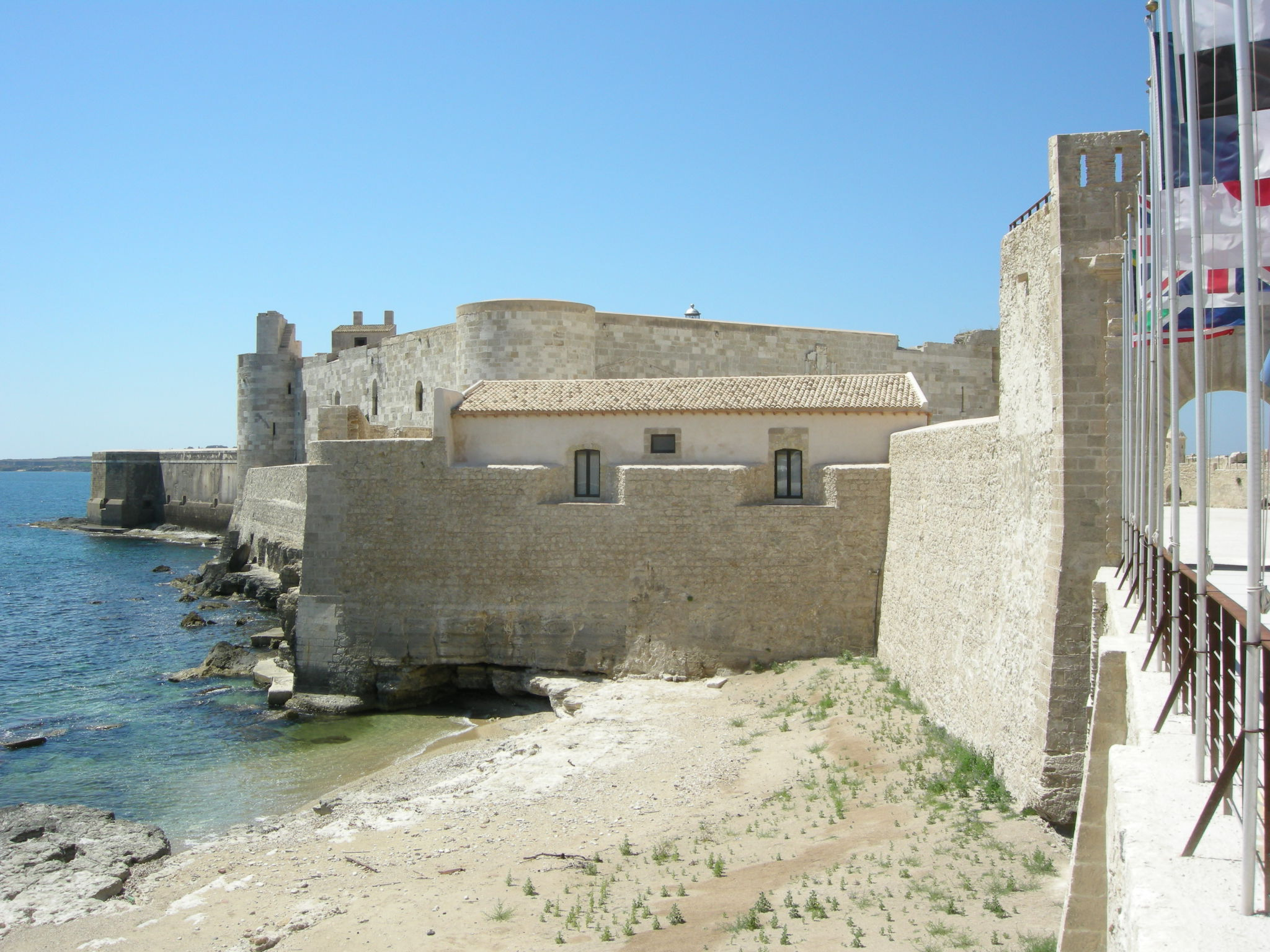
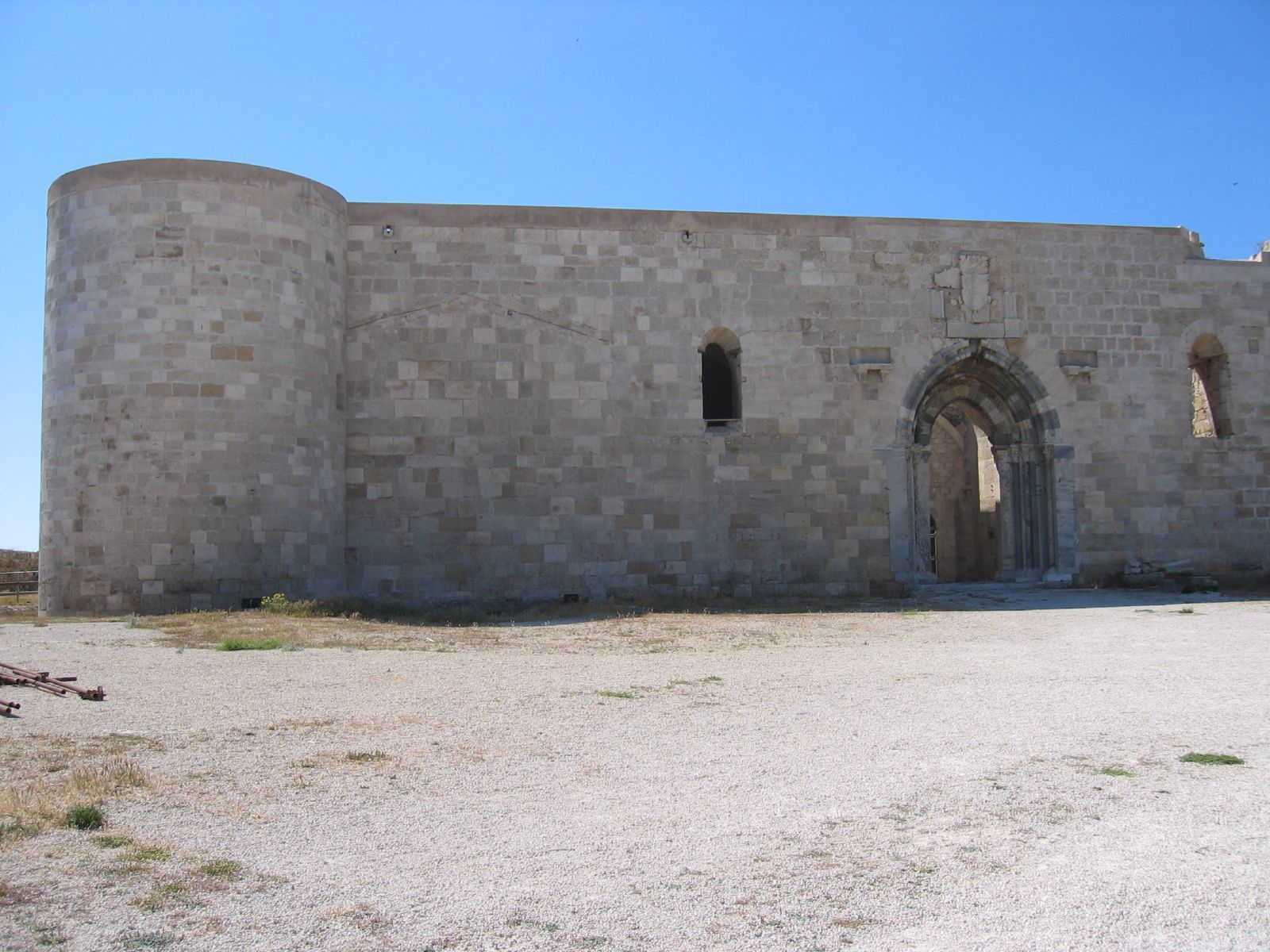
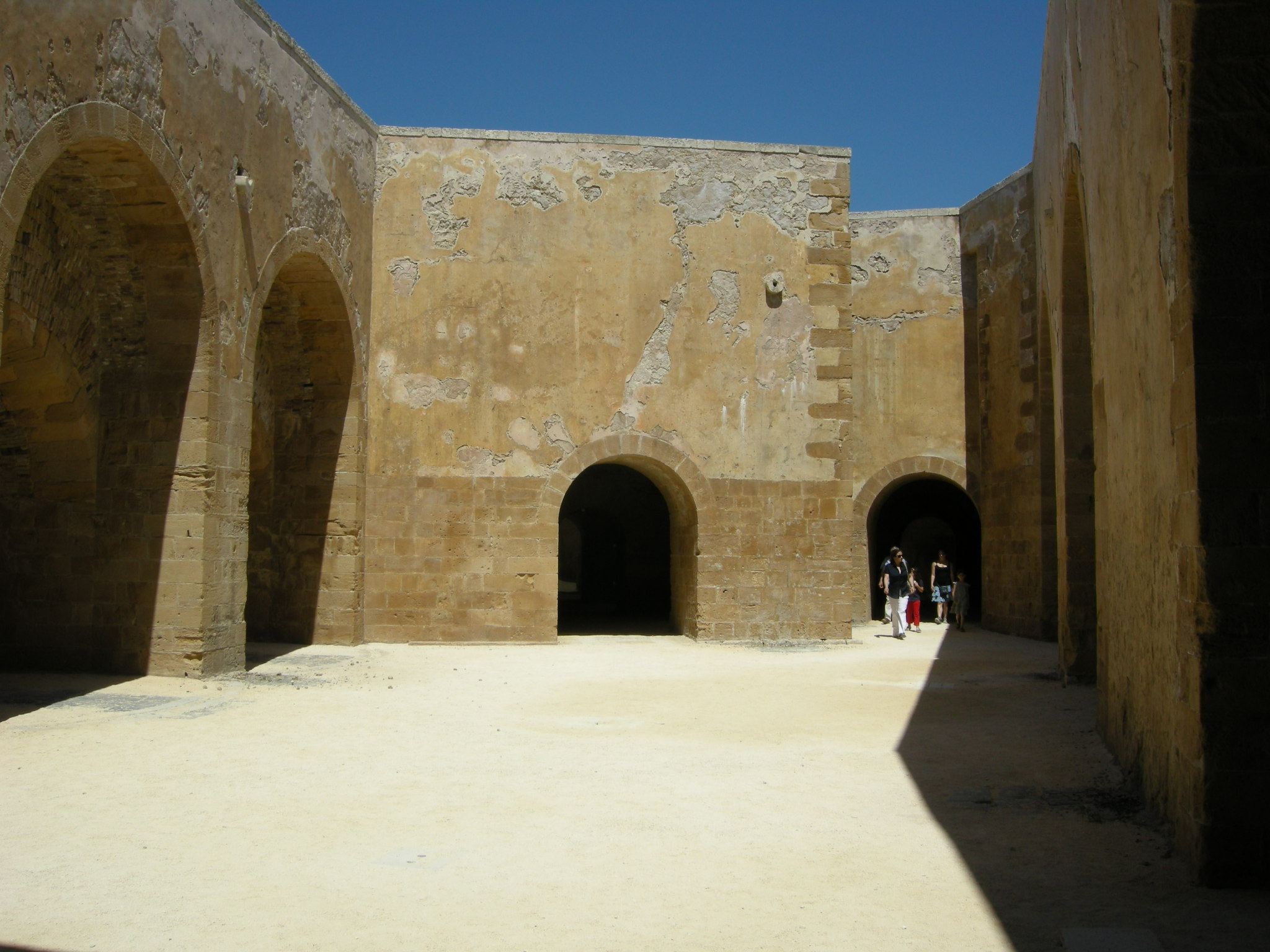
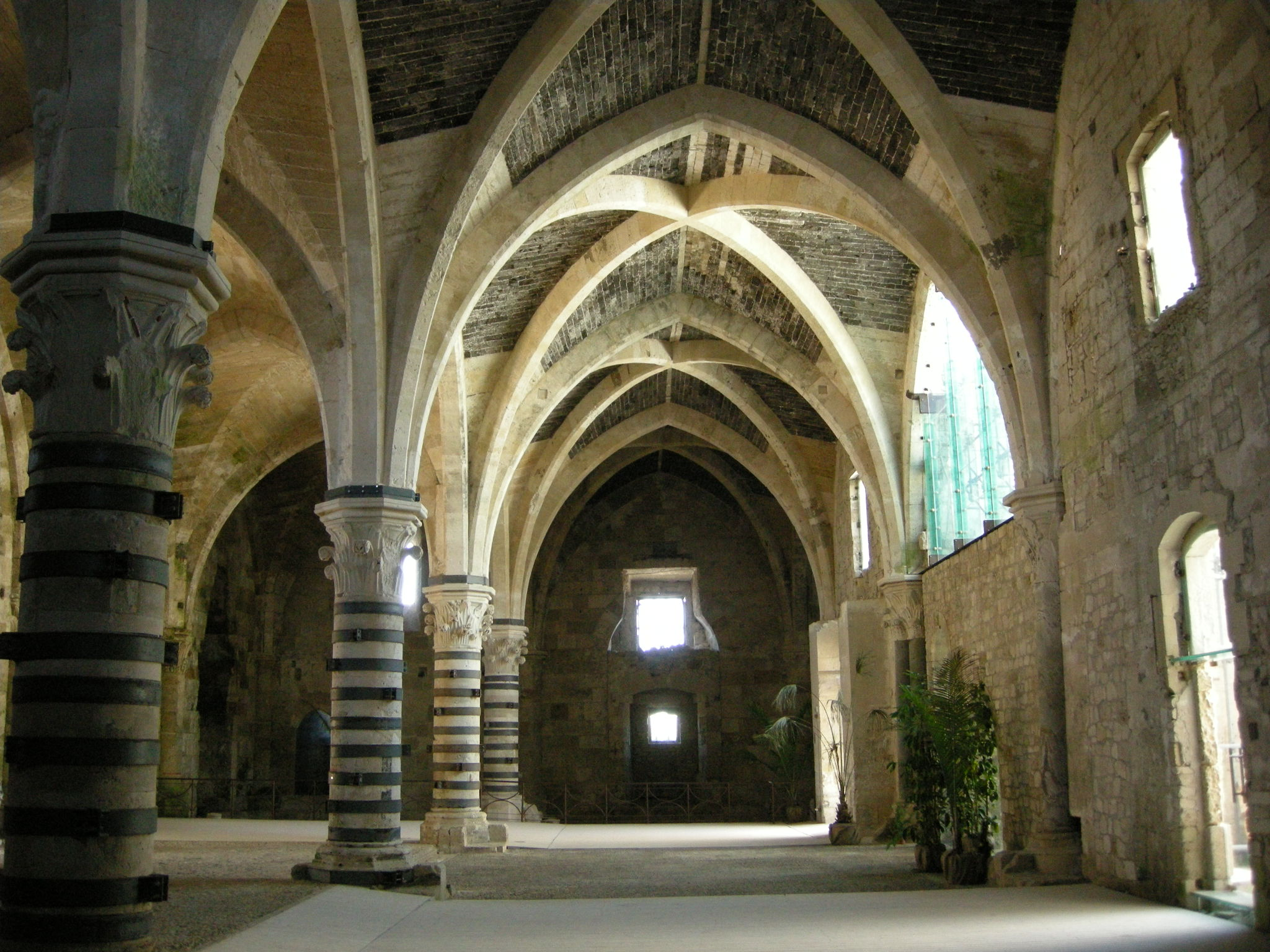